# Прогрес (космически кораб)
Вижте пояснителната страница за други значения на Прогрес.
Прогрес е руски непилотиран снабдителен кораб. Полетите му са в автоматичен режим, но при скачване с космическа станция позволява качването на космонавти и оттук се класифицира като пилотиран от производителя си. Корабът е производен на космическия кораб Союз и се изстрелва от ракета-носител Союз. Снабдява Международната космическа станция (МКС), а преди това е използван от руските космически станции. На година Прогрес извършва от 3 до 4 полета до МКС. Корабът остава скачен до пристигането на нов товарен или на транспортния Союз (който използва същите докове за скачване). Малко преди пристигането им, Прогрес се разкачва и разрушава в атмосферата.
Пренася гориво и други провизии до всички станции, започвайки от Салют-6. Идеята за Прогрес идва от констатацията, че за дългосрочните мисии ще са нужни допълнителни провизии.

## Конструкция
По форма и размери е много близък до кораб Союз. Съставен е от три модула:
- Херметизиран преден модул. Той носи провизиите за екипажа, като научно оборудване, дрехи, пакетирана и прясна храна, и писма от семействата на космонавтите.
- Горивно отделение. Модулът за обратно навлизане в атмосферата на Союз е заменен от нехерметизирано двигателно и горивно отделение. Горивото се пренася в две цистерни.
- Двигателен модул. Той е разположен в задната част на кораба, не е променян от този при Союз и съдържа навигационните двигатели използвани за автоматично скачване със станцията. Може да бъде използван за коригиране орбитата на станцията, когато корабът е стикован с нея.

Прогрес има намалена маса в сравнение със Союз, понеже е непилотиран и се използва за еднократна употреба. Това означава, че не са му необходими животоподдържаща система и топлинни щитове. Освен това не може да бъде разделян на отделни модули. След изпълнение на мисията Прогрес се разкачва и изгаря в атмосферата.

## Варианти
Като цяло има много малки изменения при различните му варианти, най-съществена е промяната на името.

### Прогрес (1978 – 1990)
Построени са 42 кораба, които са използвали първата конструкция на Прогрес. Последният от тези кораби е изстрелян през май 1990 г.
Бюрото разработващо тези кораби е РКК Енергия. Работата по конструирането на Прогрес започва в средата на 1973 г. Обозначението по ГРАУ е 11F615A15. Проектът на кораба е завършен до февруари 1974 г., а първият е готов за изстрелване през ноември 1977 г. Стартът е на 20 януари 1978 г. с ракета-носител, която се използва за изстрелване и на корабите Союз.
| Дължина                          | 7,94 m         |
| Диаметър на товарния модул       | 2,2 m          |
| Максимален диаметър              | 2,72 m         |
| Маса при изстрелване             | 7020 – 7249 kg |
| Маса на товара (Прогрес 1 – 24)  | ~2300 kg       |
| Маса на товара (Прогрес 24 – 45) | ~2500 kg       |
| Обем на товарното отделение      | 6,6 m3         |

### Прогрес-М (1989-настояще)
Подобреният кораб Прогрес-М е изстрелян за пръв път през август 1989. Първите 43 полета са до космическата станция Мир; след свалянето на Мир от орбита са извършени 18 полета до Международната космическа станция, а нови полети вече са насрочени за в бъдеще.
Като цяло Прогрес-М е същият като Прогрес, но има и малки подобрения направени след полетите на корабите Союз-T и Союз-ТМ. Може да прекара 30 дни в автоматичен полет и е способен да носи 100 kg товар повече от предшественика си. За разлика от стария Прогрес, М серията може да връща предмети на Земята. Това е извършвано с помощта на капсулата Радуга, която може да върне на Земята товар с маса 150 kg. Тя е дълга 1,5 m, има диаметър 60 cm и сухо тегло 350 kg. Прогрес-М може да се скачва с предния док на станция и да прехвърля гориво. Използва същата скачваща система като Союз и за пръв път има слънчеви панели.
| Дължина                      | 7,23 m         |
| Диаметър на товарния модул   | 2,2 m          |
| Максимален диаметър          | 2,72 m         |
| Маса при изстрелване         | 7130 – 7249 kg |
| Маса на товара               | 2600 kg        |
| Суха маса на товара          | 1500 kg        |
| Обем на товарното отделение  | 7,6 m3         |
| Дължина на слънчевите панели | 10,6 m         |

### Прогрес-М1 (2000-настояще)
Прогрес-М1 е друг вариант, който може да носи повече гориво до станциите (но е с по-малко общо тегло). Извършени са 11 полета на такива кораби.
| Маса                          | 7150 kg |
| Капацитет на товара           | 2230 kg |
| Капацитет на ракетното гориво | 1950 kg |
| Капацитет на сухия товар      | 1800 kg |

### Прогрес-М2
Прегрес-М2 е планиран вариант за обслужване на космическа станция Мир 2, но не е конструиран по финансови причини. Вариант М2 е трябвало да има по-голям обслужващ модул за да побира по-голям товар или модул на космическа станция и трябвало да бъде изстрелван с ракета-носител Зенит.

## Сегашно състояние на кораба и сравнение с други снабдителни кораби
И днес се използват кораби Прогрес за снабдяване на Международната космическа станция. Между 1 февруари 2003 и 26 юли 2005 г. те са единствените имащи възможност да доставят големи количества провизии до станцията. Космическата совалка не лети в този период заради инцидента със совалката Колумбия при полета STS-107 и Прогрес-М доставя ракетно гориво за станцията. Последният полет беше на 5 февруари 2008 г.
Подобно на Союз (и за разлика от повечето американски кораби) Прогрес има автоматична навигационна система, която позволява автоматично скачване със станцията.

### Автономен товарен кораб
Европейската космическа агенция (ЕКА) има свой собствен непилотиран снабдителен кораб с името Автономен товарен кораб (ATV). Първият кораб е изстрелян на 9 март 2008 г. в 04:03 (GMT) и носи името Жул Верн, кръстен по името на големия френски писател Жул Верн. ATV може да изведе 9 тона товар в космоса или грубо казано три пъти повече от Прогрес. Ще бъде изстрелван по един кораб ATV до МКС на всеки 12 – 18 месеца с помощта на ракета-носител Ариана 5.

### Орион
Новият американски космически кораб Орион ще замести совалката през 2010 г. и подобно на Прогрес ще има два варианта. Едната версия ще има херметизиран модул за екипажа, оборудван със складови отделения за храна или връщане на материали на Земята. В другата версия модулът е заменен от скачващ пръстен върху по-голям обслужващ модул с възможност МКС да се избутва в по-висока орбита.

### След Прогрес
РКК Енергия предлага замяната на Прогрес с нов кораб с името Паром. С него ще се пренася товарен контейнер с тегло до 15 тона до и от МКС, както Клипер така и всеки друг